# (3762) Amaravella
(3762) Amaravella est un astéroïde de la ceinture principale.

## Description
(3762) Amaravella est un astéroïde de la ceinture principale. Il fut découvert le 26 août 1976 à Naoutchnyï par Nikolaï Tchernykh. Il présente une orbite caractérisée par un demi-grand axe de 2,27 UA, une excentricité de 0,08 et une inclinaison de 1,5° par rapport à l'écliptique.

## Compléments